# あぶくま駅
あぶくま駅（あぶくまえき）は、宮城県伊具郡丸森町字廻倉にある阿武隈急行線の駅である。宮城県内の鉄道駅としては最南端にあたる。キャッチフレーズは、「川とのふれあいの郷」。

## 歴史
- 1988年（昭和63年）7月1日：開業[1][2]。
- 2002年（平成14年）：東北の駅百選に選定される。

## 駅構造
単式ホーム1面1線の地上駅で、無人駅。

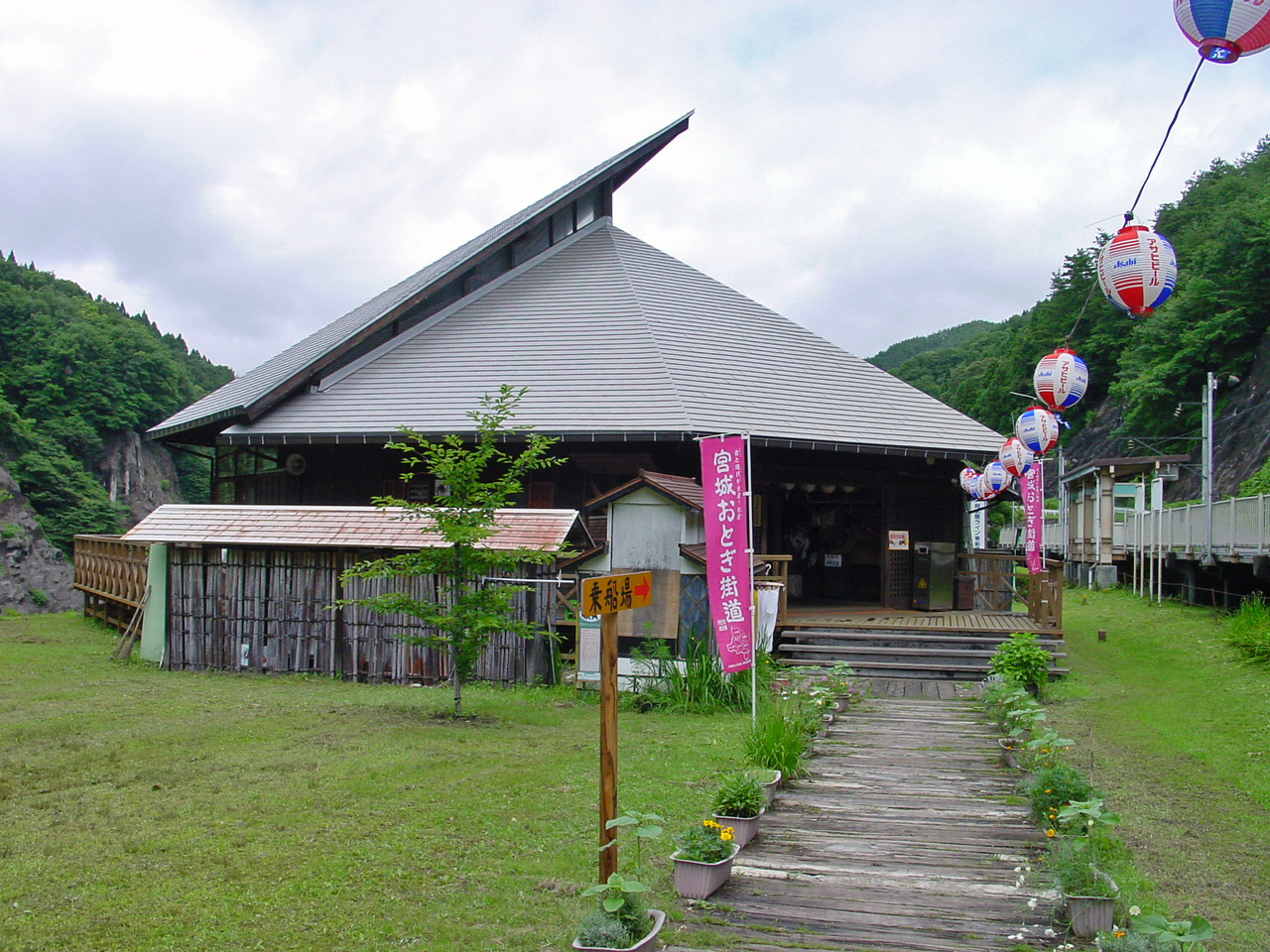
駅に隣接する丸森町地域産業伝承館（2003年7月）

ホームの西の端で降りて外に出る。駅に隣接して八角形の特徴的な形の産業伝承館がある。南側へ踏切を渡ると道路に通じる。

## 利用状況
| 1日乗降人員推移 | 1日乗降人員推移 |
| 年度            | 1日平均人数     |
| --------------- | --------------- |
| 2011年          | 5               |
| 2012年          | 10              |
| 2013年          | 12              |
| 2014年          | 11              |
| 2015年          | 13              |
| 2016年          | 15              |
| 2017年          | 12              |
| 2018年          | 10              |

## 駅周辺
産業伝承館・阿武隈ライン舟下りの船着場があるのみで、周辺に人家はない。
駅の北に阿武隈川が流れ、南は阿武隈高地の低い山または丘陵地である。このような駅の立地から「眼下に風光明媚な阿武隈川渓谷をのぞむ観光駅」として、あぶくま駅は東北の駅百選に選定された。

## 隣の駅
阿武隈急行
■阿武隈急行線
兜駅 - あぶくま駅 - 丸森駅